# Noms de personnes en grec ancien
L'étude des noms de personnes en grecs anciens est une branche de l'onomastique, l'étude des noms, et plus précisément de l'anthroponomastique, l'étude des noms de personnes. Il existe des centaines de milliers, voire des millions de noms grecs enregistrés, ce qui en fait une ressource importante pour toute étude générale de la dénomination, ainsi que pour l'étude de la Grèce antique elle-même. Les noms se retrouvent dans des textes littéraires, sur des pièces de monnaie et des anses d'amphores estampées, sur des tessons de poterie utilisés dans les ostracismes, et, beaucoup plus abondamment, dans des inscriptions et aussi sur des papyrus en Egypte. Cet article se concentre sur les noms grecs du VIIIe siècle av. J.-C., lorsque les preuves commencent, jusqu'à la fin du VIe siècle.

## Noms uniques et noms dans les familles

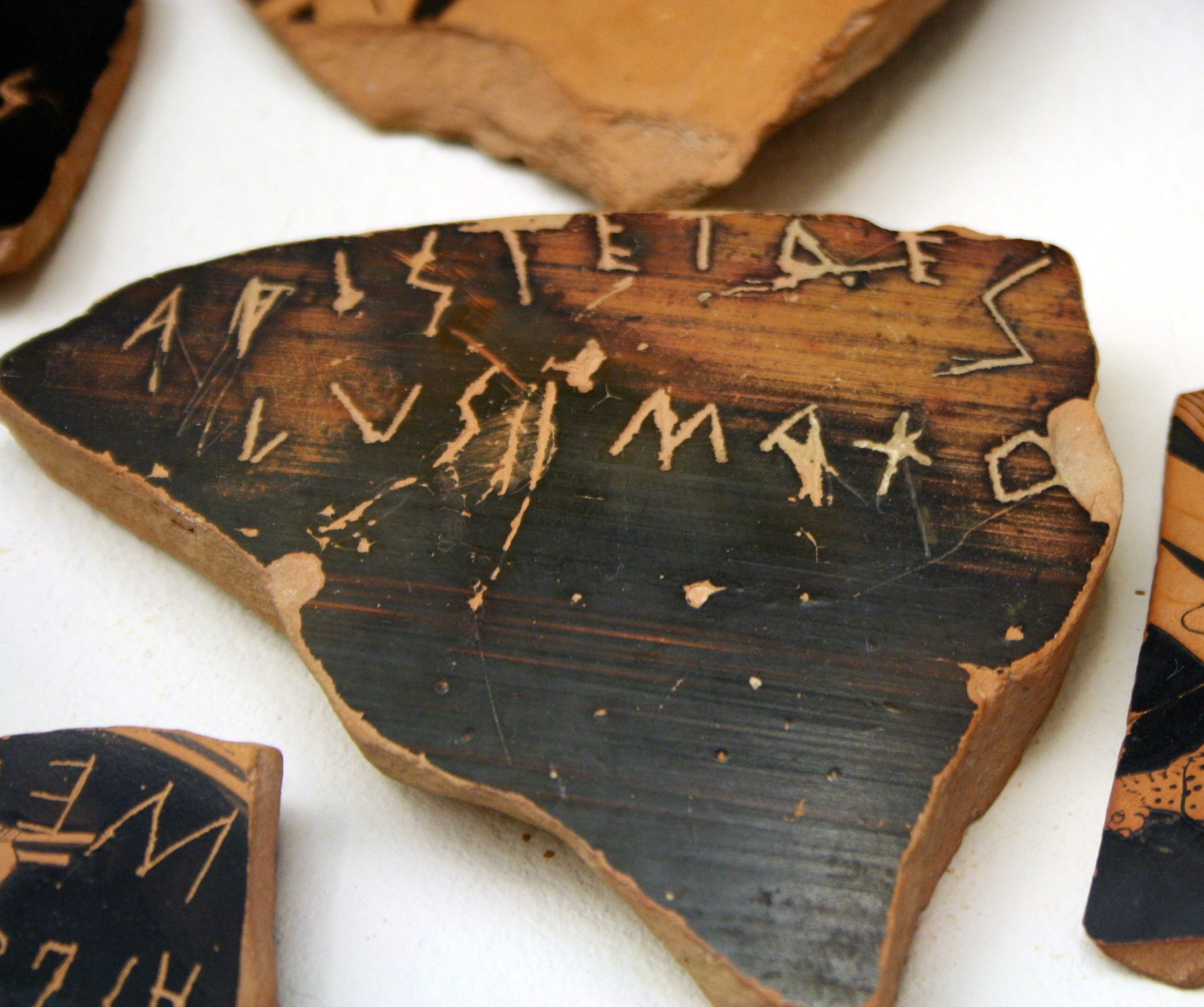
Un ostracon du Ve siècle av. J.-C. : tesson de poterie portant le nom d'un homme politique proposé à l'ostracisme (exil). Le nom individuel Aristide et le patronyme Lysimaque signifient ensemble « Aristide, fils de Lysimaque ».

Les anciens Grecs avaient généralement un nom, mais souvent un autre y était ajouté dans certains contextes pour faciliter l'identification, comme le nom d'un père (patronyme) dans le cas génitif, ou dans certaines régions, comme formulation adjectivale. Une troisième dénomination pouvait être adjointe pour indiquer l'appartenance de l'individu à une parenté particulière, à un autre groupement ou à une ville d'origine (lorsque la personne en question était loin de cette ville). Ainsi l'orateur Démosthène, tout en proposant des décrets à l'assemblée athénienne, était connu sous le nom de « Démosthène, fils de Démosthène de Péania » ; Péania était le dème ou sous-unité régionale de l'Attique à laquelle il appartenait de naissance. Dans de rares occasions, si une personne était illégitime ou avait pour père un non-ressortissant, elle pouvait utiliser le nom de sa mère (métronyme) au lieu de celui de son père. Dix jours après une naissance, les parents des deux côtés étaient invités à un sacrifice et à une fête appelés dekátē ( δεκάτη ), « dixième jour ». C'est à cette occasion que le père nomme officiellement l'enfant.
En portant le même nom que son propre père Démosthène était un cas inhabituel ; il était plus courant que les noms alternent entre les générations ou entre les lignées d'une famille. Ainsi, il était usuel de nommer un premier fils d'après son grand-père paternel, et le second d'après le grand-père maternel, grand-oncle ou grand-tante. Un orateur dans une affaire judiciaire grecque a expliqué qu'il avait nommé ses quatre enfants d'après, respectivement, son propre père, le père de sa femme, un parent de sa femme et le père de sa propre mère. Alternativement, les membres de la famille pourraient adopter des variantes du même nom, comme par exemple « Demipos, fils de Demotimos ». La pratique consistant à donner aux enfants le nom de leurs grands-parents est encore largement pratiquée en Grèce aujourd'hui.

## Nommer les femmes
Dans de nombreux contextes, l'étiquette exigeait que les femmes respectables soient décrites comme l'épouse ou la fille de X plutôt que par leurs propres noms. Cependant, sur les pierres tombales ou les dédicaces, elles devaient être identifiés par leur nom. Ici, la formule patronymique « fils de X » utilisée pour les hommes pourrait être remplacée par « femme de X », ou complétée par « fille de X, épouse de Y ».
Beaucoup de femmes portaient des formes de noms masculins courants, avec une terminaison féminine substituée au masculin. De nombreux noms usuels liés à des réalisations masculines spécifiques avaient un équivalent féminin commun ; le pendant de Nikomachos, « victorieux au combat », serait Nikomachē. Le goût mentionné ci-dessus pour donner aux membres de la famille des noms apparentés était l'un des motifs de la création de ces formes féminines. Il y avait aussi des noms féminins sans équivalent masculin, comme Glykera, « doux » ; Hedistē, « le plus délicieux ».
Une autre manière distinctive de former des noms féminins était le suffixe diminutif neutre -ion (-ιον, tandis que le suffixe correspondant masculin était -ιων), suggérant l'idée d'une « petite chose ». Par exemple, Aristion d'aristos « meilleur » ou Mikrion de mikros « petit ». Par extension à cet usage, les noms des femmes ont peut-être parfois été formés à partir de celui des hommes par un changement en une terminaison neutre sans le sens diminutif comme Hilaron de hilaros, « gai ».

## Formation des noms
Il y avait cinq principaux types de noms de personnes en Grèce :

### Noms composés
Démosthène est composé de deux racines grecques ordinaires (une structure au moins aussi ancienne que proto-indo-européenne) : demos « peuple » et sthénos « force ». Un grand nombre de noms grecs ont cette forme, composés de deux éléments clairement reconnaissables (bien que parfois raccourcis): Nikomachos de nike « victoire » et mache « bataille », Sophokles de sophos « sage, habile » et kleos « gloire », Polycrate de poly « beaucoup » et kratos « pouvoir ». Les éléments utilisés dans ces composés sont généralement positifs et de bon augure, mettant l'accent sur des idées telles que la beauté, la force, la bravoure, la victoire, la gloire et l'équitation. L'ordre des éléments était souvent réversible : aristos et kleos donnent à la fois Aristokles et Klearistos . De tels composés ont une signification plus ou moins claire. Mais comme l'avait déjà noté Aristote deux éléments pouvaient être rapprochés de manière illogique. Ainsi, le très productif hippos « cheval » a donné, parmi des centaines de composés, non seulement des noms significatifs comme Philippos « amoureux des chevaux » et Hippodamas « dompteur de chevaux », mais aussi Xenippos « cheval étranger » et Andrippos « cheval d'homme ». Il y avait, à leur tour, de nombreux autres noms commençant par Xen- et Andre- . Ces composés « irrationnels » sont nés d'une combinaison d'éléments communs. L'un des motifs était la tendance des membres d'une même famille à recevoir des noms qui se faisaient écho sans être identiques. Ainsi nous rencontrons Demippos, fils de Demotimos, où le nom du fils est irrationnel, « cheval du peuple » et le nom du père signifiant « honneur du peuple », c'est-à-dire honoré parmi le peuple.

### Noms abrégés
Une deuxième grande catégorie de noms était les versions abrégées (« hypocoristique » ou en allemand Kosenamen) des noms composés. Ainsi, à côté des nombreux noms commençant par Kall- « beauté » comme Kallinikos « de la belle victoire », se trouvent les raccourcis Kallias et Kallon (masculin) ou Kallis (féminin). A côté des noms de victoire tels que Nikostratos « armée de la victoire », il y a Nikias et Nikon (masculin) ou Niko (féminin). Ces raccourcis étaient diversement formés et très nombreux : plus de 250 raccourcis de noms en Phil(l)- (« amour ») et racines apparentées ont été dénombrés.

### Noms simples
Des noms ordinaires et des adjectifs les plus divers ont été utilisés comme noms, soit non ajustés, soit avec l'ajout d'une grande variété de suffixes. Par exemple, une vingtaine de noms différents sont formés à partir d'aischros « laid », dont celui du poète que nous connaissons sous le nom d'Eschyle, l'orthographe latine d'Aischylos. Parmi les nombreuses catégories de noms et d'adjectifs dont dérivent les noms les plus courants figurent les couleurs (Xanthos « jaune »), les animaux (Moschos « génisse » et Dorkas « chevreuil »), les caractéristiques physiques (Simos « nez retroussé »), les parties du corps (Kephalos, de kephale « tête » et beaucoup de divers termes d'argot pour les organes génitaux). Peu de ces noms simples sont aussi courants que les noms composés les plus usuels, mais ils sont extraordinairement nombreux et variés. L'identification de leurs origines met souvent à l'épreuve la connaissance des confins du vocabulaire grec. Ici, la quête de dignité que l'on voit dans les noms composés disparaît en grande partie. Certains sont carrément irrespectueux à nos oreilles comme Gastron « ventre de pot » ou Batrachos « grenouille » ou Kopreus « merdeux », mais ils sont probablement à l'origine des surnoms affectueux appliqués dans de nombreux cas aux petits enfants, et repris par la suite au sein des familles.

### Noms théophores («portant des dieux»)
De très nombreux Grecs portaient des noms dérivés de ceux des dieux. Bien qu'il n'était pas normal avant la période romaine que les Grecs portent exactement les mêmes noms que les dieux, les deux noms grecs les plus courants (Dionysios et Demetrios ; féminin Dionysia et Demetria) étaient de simples formations adjectivales des noms divins Dionysos et Demeter. Il y avait aussi des noms théophoriques composés, formés avec une grande variété de suffixes, dont les plus courants étaient -doros « don de » (par exemple Dionysodoros « don de Dionysos ») ou -dotos « donné par » (Apollodotos). De nombreux noms étaient également basés sur des titres cultes de dieux : Pythodoros, de Pythios « Apollon ». Les noms formés à partir du simple « dieu » theos, tels que Theodotos/Theodora, étaient également courants. Tous les dieux majeurs sauf le dieu de la guerre, Arès, et les dieux associés aux enfers (Perséphone, Hadès, Plouton [= Pluton latin]) ont généré des noms théophoriques, tout comme certains dieux inférieurs (les fleuves en particulier) et les héros. Lorsque de nouveaux dieux ont pris de l'importance (Asclépios) ou sont entrés en Grèce de l'extérieur (Isis, Sarapis), ils ont également généré des noms théophores formés de manière normale (par exemple Asclepiodotos, Isidoros, Sarapias).

### Lallnamen
C'est le mot allemand utilisé pour les noms qui ne dérivent pas d'autres mots mais qui sont plutôt des sons émis par les petits enfants s'adressant à leurs proches. Ce sont des sortes de noms d'emprunts ou des diminutifs. En général, ils sont constitués de consonnes ou de syllabes répétées (comme l'anglais Dada, Nana ) - des exemples sont Nanna et Papas. Leur fréquence s'est considérablement accrue à partir d'une base faible à l'époque romaine, probablement sous l'influence d'autres traditions telles que la phrygienne, dans lesquelles de tels noms étaient très courants.

## Une brève histoire de la dénomination grecque
Les principales caractéristiques générales de la formation des noms grecs énumérées ci-dessus se retrouvent dans d'autres langues indo-européennes (les sous-groupes indo-iranien, germanique, celtique, baltique et slave); ils ressemblent à un héritage antique au sein du grec. Les pratiques de nommage des Mycéniens des XIVe et XIIIe siècles avant notre ère, dans la mesure où ils peuvent être reconstituées à partir du début grec connu sous le nom linéaire B, semblent déjà afficher la plupart des caractéristiques du système visible lorsque l'alphabétisation a repris dans le VIIIe siècle av. J.-C., bien que des noms non grecs soient également présents. Il est aussi vrai de la poésie épique d'Homère, où de nombreux héros ont des noms composés de types familiers (Alexandros, Alkinoos, Amphimakhos). Mais les noms de plusieurs des plus grands héros (par ex. Achille, Ulysse, Agamemnon, Priam ) ne peuvent être interprétés en ces termes et ont rarement été repris par les mortels jusqu'à ce qu'un goût pour les noms « héroïques » se développe sous l'empire romain ; ils ont une origine différente et inexpliquée. Le système décrit ci-dessus a subi peu de changements avant la période romaine, bien que l'ascension de la Macédoine au pouvoir ait valu à cette région une nouvelle popularité, comme Ptolémée, Bérénice et Arsinoé. Des noms alternatifs (« X également connu sous le nom de Y ») ont commencé à apparaître dans des documents au IIe siècle av. J.-C.
Un phénomène différent, celui des individus portant deux noms (par exemple, Hermogène Théodotos), a émergé parmi les familles de haut rang social, en particulier en Asie Mineure à l'époque impériale romaine, peut-être sous l'influence des modèles de nommage romains. L'influence de Rome est certainement visible à la fois dans l'adoption des noms romains par les Grecs et dans la transformation drastique des noms par les Grecs qui ont acquis la citoyenneté romaine, un statut marqué par la possession non pas d'un mais de trois noms. Ces Grecs prenaient souvent le praenomen et le nomen des auteurs ou des commanditaires de leur citoyenneté, mais ont conservé leur nom grec comme cognomen pour donner des formes telles que Titus Flavius Alkibiade. Diverses formes mixtes ont également émergé. Le suffixe latin ianus, indiquant à l'origine la famille natale d'un Romain adopté dans une autre famille, a été repris pour signifier initialement « fils de » (par exemple Asklepiodotianos = fils d'Asklepiodotos), puis plus tard comme source de nouveaux noms indépendants.
Une autre impulsion est venue avec la propagation du christianisme, qui a apporté une nouvelle popularité aux noms du Nouveau Testament, aux noms de saints et de martyrs, et aux noms grecs existants tels que Theodosios « don de dieu », qui pourraient être réinterprétés en termes chrétiens. Mais des noms non-chrétiens, même des noms théophoriques tels que Dionysios ou Sarapion, ont continué à être portés par les chrétiens - un rappel qu'un nom théophorique pouvait devenir un nom comme un autre, son sens originel étant oublié. Un autre phénomène de l'Antiquité tardive (Ve et VIe siècles) a été l'abandon progressif de l'utilisation du nom du père au génitif comme identifiant. Une tendance s'est plutôt manifestée pour indiquer la profession ou le statut d'une personne au sein de l'église chrétienne : charpentier, diacre, etc. De nombreux noms grecs sont parvenus par diverses voies à l'anglais moderne, certains facilement reconnaissables comme Hélène ou Alexandre, d'autres modifiés comme Denis (de Dionysios).

## Suffixes
De nombreux noms grecs utilisaient des suffixes distinctifs qui transmettaient une signification supplémentaire. Le suffixe ides (idas dans les régions doriques comme Sparte) indique une descendance patrilinéaire, par exemple Léonidas (« fils du lion »). Le suffixe diminutif ion était également courant, par exemple Hephaestion (« petit Héphaïstos »).

## Les noms comme histoire
L'épigraphiste français Louis Robert a déclaré que ce qui est nécessaire dans l'étude des noms, ce ne sont pas « des catalogues de noms mais l'histoire des noms et même l'histoire au moyen des noms (l'histoire par les noms) ». Les noms sont une source historique négligée mais, dans certaines régions, cruciale. De nombreux noms sont caractéristiques de villes ou de régions particulières. Il est rarement sûr d'utiliser le nom d'un individu pour l'attribuer à un lieu particulier, car les facteurs qui déterminent les choix individuels de nom sont très divers. Mais lorsqu'un important groupe de noms est présent, il est généralement possible d'identifier avec beaucoup de plausibilité l'origine du groupe en question. Par de tels moyens par exemple, les origines de bandes de mercenaires ou de groupes de colons nommés dans des inscriptions sans indication de leur patrie peuvent souvent être déterminées. Les noms sont particulièrement importants dans les situations de contact culturel : ils peuvent répondre à la question de savoir si une ville particulière est grecque ou non grecque, et documenter les changements et les complexités de l'auto-identification ethnique, même au sein des familles individuelles. Eux aussi, à travers des noms théophoriques, fournissent des preuves cruciales pour la diffusion de nouveaux cultes, et plus tard du christianisme.
En revanche, deux autres méthodes d'exploitation des noms pour l'histoire sociale, autrefois très populaires, sont tombées en désuétude. Certains noms et classes de noms étaient souvent portés par des esclaves, puisque leurs noms étaient donnés ou changés à volonté par leurs propriétaires, qui n'aimaient peut-être pas leur accorder des noms dignes. Mais aucun nom, ou très peu, n'était ainsi porté exclusivement, et de nombreux esclaves avaient des noms impossibles à distinguer de ceux des hommes libres ; on ne peut jamais identifier un esclave par son seul nom. Des arguments similaires s'appliquent aux « noms de courtisanes ».

## L'étude des noms grecs

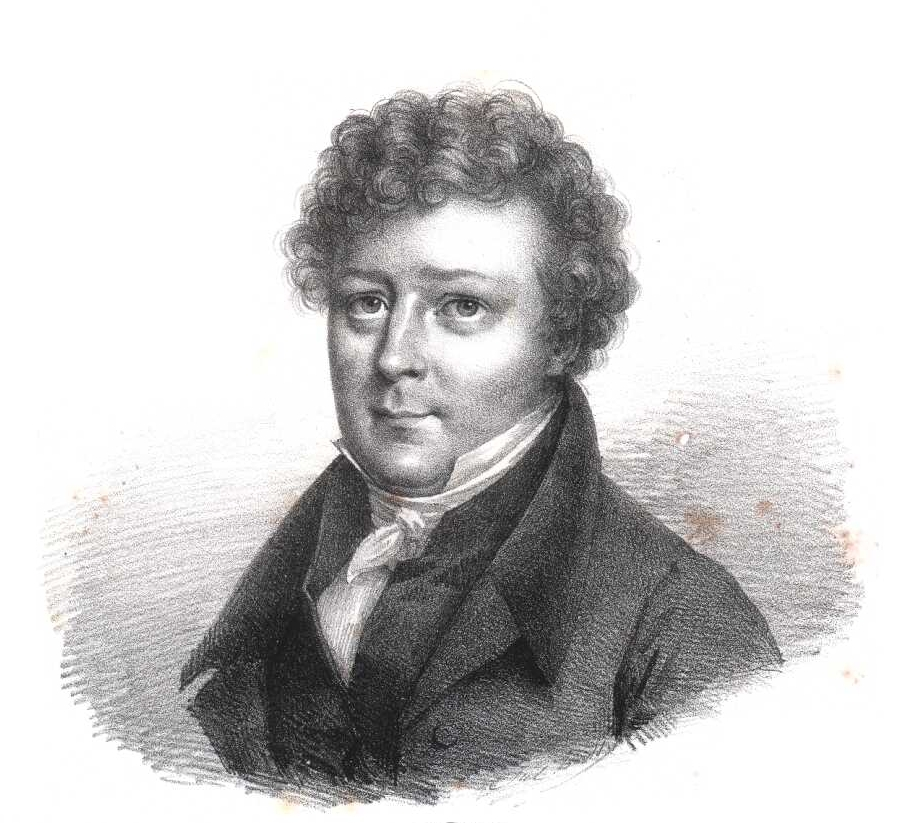
Jean-Antoine Letronne.

Jean Antoine Letronne (1851) fut le pionnier d'ouvrages soulignant l'importance du sujet. Wilhelm Pape et Benseler (1863-1870) ont écrit un livre de référence mais il est aujourd'hui remplacé par celui de Bechtel (1917) qui cherche à expliquer la formation et la signification des noms grecs, bien que les études de O. Masson et al. rassemblées dans Onomastica Graeca Selecta (1990-2000) sont consultés régulièrement.
L. Robert, Noms indigènes dans l'Asie Mineure gréco-romaine (1963) est, malgré son titre, une tentative réussie de montrer que de nombreux noms attestés en Asie mineure et supposés indigènes sont en fait grecs. C'est une démonstration éclatante des ressources de la dénomination grecque.
Le point de départ fondamental est maintenant le Lexique des noms de personnes en grec, en plusieurs volumes, écrit par P.M. Fraser et toujours en cours d'augmentation avec la collaboration de nombreux chercheurs. Cet ouvrage répertorie, région par région, non seulement tous les noms attestés dans le territoire mais tous les porteurs de ce nom (on peut ainsi mesurer la popularité du nom). Le grand nombre de noms grecs attestés en Égypte sont accessibles sur Trismégiste People. Plusieurs volumes d'études ont été publiés qui s'appuient sur les collections complètes de la nouvelle fondation créée par : S. Hornblower et E. Matthews (2000) ; E. Matthews (2007) ; RWV Catling et F. Marchand (2010) ; R. Parker (2013).